# Franz Pacák
Franz Patzak (tschechisch Frantíšek Pacák) (* 29. Dezember 1713 in Lusche, Königgrätzer Kreis; † 13. September 1757 in Leitomischl) war ein böhmischer Bildhauer des Barocks und des Rokokos.

## Biographie
Franz Patzak gehört zu einer ostböhmischen Bildhauerfamilie. Er war Schüler des Bildhauers Matthias Bernhard Braun. Nach der Übersiedlung seines Vaters Georg Patzak nach Mährisch Trübau, der sich dort mit der Witwe des Malers Christian David vermählte, übernahm Franz dessen Werkstatt in Leitomischl, in der er schon vorher mitgearbeitet hatte. Seine Werke schuf er zum Teil schon im Stil des Spätbarock. Zu seinen Schülern zählte u. a. Dominik Auliczek, der später für die Nymphenburger Porzellanmanufaktur arbeitete.
Am 24. November 1750 vermählte sich Franz Patzak in Politschka mit Sofie Auliczek, der älteren Schwester des Dominik Auliczek.